# دانييل أوفري
دانييل أوفري (بالإنجليزية: Danielle Ofri)‏ كاتبة ومُحرّرة وطبيبة أمريكية. هي طبيبة طب باطني في مستشفى بيليفو، وأستاذة طب سريري في مدرسة طب جامعة نيويورك. تنشر في صحيفة نيويورك تايمز وكذلك مجلة سلايت.

## مسيرتها
ولدت أوفري في مدينة نيويورك. حصلت على درجة البكالوريوس في علم وظائف الأعضاء من جامعة مكغيل في عام 1986. تخرجت من مدرسة طب جامعة نيويورك بدرجة الدكتوراه، وكذلك درجة الدكتوراه في علم الصيدلة. كانت شهادة الدكتوراه حول الكيمياء الحيوية لمستقبل أشباه الأفيونيات. تدربت على الطب الباطني في مستشفى بيليفو بجامعة نيويورك.